# Pierangelo Garegnani
Pierangelo Garegnani (Milano, 9 agosto 1930 – Lavagna, 14 ottobre 2011) è stato un economista italiano.

## Biografia
Dopo essersi laureato in Scienze politiche a Pavia nel 1953 come alunno del Collegio Ghislieri, fu allievo di Piero Sraffa all'Università di Cambridge presso la quale, nel 1959, conseguì il Ph.D. in Economia politica.
Ha insegnato nelle Università degli Studi di Sassari (1962-66), Pavia (1966-69), Firenze (1969-74), presso la Sapienza - Università di Roma (1974-92) e l'Università degli Studi Roma Tre (1992-2002), dove ha diretto il Centro di Ricerche e Documentazione "Piero Sraffa" ed è stato Professore Emerito (2002-2011). Ha inoltre insegnato presso l'Università di Cambridge (1975-77) e presso la New School University di New York (1987-1990).

È stato l'esecutore letterario di Piero Sraffa, i cui manoscritti, donati da Sraffa stesso all'Università di Cambridge, sono conservati presso la Biblioteca del Trinity College.
Negli anni Sessanta Garegnani fu, assieme a Luigi Pasinetti, tra i protagonisti della controversia sul capitale, che lo vide contrapposto alle posizioni di Paul Samuelson e Robert Solow. Ha fornito contributi fondamentali per la ripresa dell'impostazione teorica che fu propria degli economisti classici e di Marx secondo le linee indicate da Sraffa in Produzione di merci a mezzo di merci e per la riproposizione del principio keynesiano della domanda effettiva.

## Opere (1958-2011)
- Garegnani P. (1958) "A Problem in the Theory of Distribution from Ricardo to Wicksell", PhD dissertation, Cambridge (unpublished) Contents, Preface and Introduction.
- Garegnani P. (1959) "La misurazione del capitale nella teoria ricardiana del valore e della distribuzione", Giornale degli Economisti, 18; 1-31.
- Garegnani P. (1960) Il capitale nelle teorie della distribuzione, Milano: Giuffrè; repr. 1972, 1978.
- Garegnani P. (1961) "Sulla relazione fra saggio di progresso tecnico e vita economica dei capitali fissi, Rivista di Politica Economica, 51, pp. 3-16.
- Garegnani P. (1962) Il problema della domanda effettiva nello sviluppo economico italiano, Roma: Svimez.
- Garegnani P. (1964)  "Note su consumi investimenti e domanda effettiva (parte prima), Economia internazionale, 17, pp. 591-631.
- Garegnani P. (1965)  "Note su consumi investimenti e domanda effettiva (parte seconda), Economia internazionale, 18, pp. 575-617.
- Garegnani P. (1966a) "Switching of Techniques", The Quarterly Journal of Economics, 80, pp. 554–67.
- Garegnani P. (1966b) "Sulle equazioni walrasiane della capitalizzazione", Giornale degli Economisti, 25.
- Garegnani P. (1966c) "Sulle equazioni walrasiane della capitalizzazione. Una risposta", Giornale degli Economisti, 25.
- Garegnani P. (1970a) "Heterogeneous Capital, the Production Function and the Theory of Distribution", The Review of Economic Studies, Vol. 37, No. 3. (Jul., 1970), pp. 407–436, repr. in E.K. Hunt and J.C. Schwartz (eds) A Critique of Economic Theory, Hammondsworth: Penguin, 1970; trans. "Beni capitali eterogenei, la funzione della produzione e la teoria della distribuzione", in P. Sylos Labini (ed) Prezzi relativi e distribuzione del reddito, Boringhieri, 1974; and in G. Lunghini (ed) Produzione, Capitale e Distribuzione, Milan: ISEDI, 1975.
- Garegnani P. (1970b) "Heterogeneous Capital, the Production Function and the Theory of Distribution: Reply", Review of Economic Studies, 37(3), July.
- Garegnani P. (1976a) "The Neoclassical Production Function: Comment", American Economic Review, vol. 66(3), pages 424-27, June.
- Garegnani P. (1976b) "On a Change in the Notion of Equilibrium in Recent Work on Value and Distribution", in M. Brown, K. Sato and P.Zarembka (eds), Essays in Modern Capital Theory, Amsterdam: North Holland. Repr. in J. Eatwell and M. Milgate (eds) Keynes's Economics and the Theory of Value adn Distribution, Oxford: Duckworth, 1983.
- Garegnani P. (1978a) "Sraffa's Revival of Marxist Economic Theory", New Left Review I/112, November-December.
- Garegnani P. (1978b) "Notes on Consumption, Investment and Effective Demand: I", Cambridge Journal of Economics, 2(4), pp. 335–53, December. Repr. in J. Eatwell and M. Milgate (eds) Keynes's Economics and the Theory of Value adn Distribution, Oxford: Duckworth, 1983. Spanish traslation in El Trimestre Económico (1977), 44, pp. 569–707.
- Garegnani P. (1978c) "La realtà dello sfruttamento (I)", Rinascita No. 9, pp. 31–2.
- Garegnani P. (1978d) "La realtà dello sfruttamento (II)", Rinascita No. 12, pp. 25–7.
- Garegnani P. (1978e) "La realtà dello sfruttamento (III)", Rinascita No. 13, pp. 25–6.
- Garegnani P. (1979a) "Notes on Consumption, Investment and Effective Demand: II"[collegamento interrotto], Cambridge Journal of Economics, 3(1), pp. 63–82, March. Repr. in J. Eatwell and M. Milgate (eds) Keynes's Economics and the Theory of Value adn Distribution, Oxford: Duckworth, 1983. Spanish traslation in El Trimestre Económico (1979), 45, pp. 75–107.
- Garegnani P. (1979b) "Notes on Consumption, Investment and Effective Demand: A Reply to Joan Robinson", Cambridge Journal of Economics, 3(2), pp. 181–87, June. Repr. in J. Eatwell and M. Milgate (eds) Keynes's Economics and the Theory of Value adn Distribution, Oxford: Duckworth, 1983.
- Garegnani P. (1979c) Valore e domanda effettiva. Keynes, la ripresa dell'economia classica e la critica ai marginalisti, Torino: Einaudi.
- Garegnani P. (1979d) "Formule magiche e polvere d'arsenico", Rinascita No. 18, pp. 23–5.
- Garegnani P. (1981a) "Valore e distribuzione in Marx e negli economisti classici" in R. Panizza e S. Vicarelli (eds) Valori e prezzi nella teoria di Marx, Torino: Einaudi.
- Garegnani P. (1981b) Marx e gli economisti classici, Torino: Einaudi.
- Garegnani P. (1982a) "On Hollander's Interpretation of Ricardo's Early Theory of Profits", Cambridge Journal of Economics, 6(1), pp. 65–77.
- Garegnani P. (1982b) "Una polemica su Sraffa", Rinascita No. 25, pp. 31–3.
- Garegnani P. and F. Petri (1982) "Marxismo e teoria economica oggi", in Storia del Marxismo, IV: Il Marxismo oggi, Torino: Einaudi.
- Garegnani P. (1983a) "The Classical Theory of Wages and the Role of Demand Schedules in the Determination of Relative Prices",  American Economic Review (Papers and Proceedings), 73, pp. 309–13.
- Garegnani P. (1983b) "Ricardo's Early Theory of Profits and Its 'Rational Foundation': A Reply to Professor Hollander [On Hollander's Interpretation of Ricardo's Early Theory of Profits]," Cambridge Journal of Economics, 7(2), pp. 175–78, June. Repr. in G. Caravale (ed) The Legacy of Ricardo, London: Blackwell, 1985.
- Garegnani P. (1983c) "Scuola di Cambridge", Supplemento al Dizionario Enciclopedico Treccani, Roma.
- Garegnani P. (1983d) "Two Routes to Effective Demand", in J.A. Kregel (ed) Distribution, Effective Demand and International Economic Relations, London: Macmillan. French translation in L'Hétérodoxie dans la pensée économique K. Marx, J.M. Keynes, J.A. Schumpeter études présentées par Ghislain Deleplace et Patrick Maurisson, Paris: Anthropos, 1985.
- Garegnani P. (1983e) "La Teoria del Valore Lavoro il Cosiddetto 'Neo-Ricardianismo'", Rinascita.
- Garegnani P. (1984a) "Piero Sraffa", Cambridge Journal of Economics, 8(1), pp. 1–2, March.
- Garegnani P. (1984b) "Value and Distribution in the Classical Economists and Marx", Oxford Economic Papers, 36(2), pp. 291–325, June.
- Garegnani P. (1984c) "On some Illusory Instances of 'Marginal Products'", Metroeconomica, 36, pp. 143–60.
- Garegnani P. (1985a) "Su alcune questioni controverse circa la critica della teoria della distribuzione dominante e lo sviluppo di una teoria alternativa", Questioni di storia dell'economia politica.
- Garegnani P. (1985b) "La théorie de la valeur-travail chez Marx et dans la tradition marxiste", in B. Chavance (ed) Marx en Perspective, Paris: Éditions de l'École des Hautes Études en Sciences Sociales.
- Garegnani P. (1986a) "Alcune confusioni su Sraffa" in R. Bellofiore (ed) Tra teoria economica e grande cultura europea: Piero Sraffa, Milano: Franco Angeli.
- Garegnani P. (1986b) "Valore-lavoro e rapporto tra l'opera di Marx e quella di Ricardo: alcune riflessioni", in C. Mancina (ed) Marx e il mondo contemporaneo, Roma: Editori Riuniti.
- Garegnani P. (1987) "Surplus Approach to Value and Distribution" in J. Eatwell, M. Milgate and P. Newman (eds) The New Palgrave Dictionary of Economics, Vol.4, London: Macmillan.
- Garegnani P. (1988) "Actual and Normal Magnitudes: A Comment on Asimakopulos", Political Economy, 4, pp. 261–8.
- Garegnani P. (1989a) "Sraffa: analisi classica e analisi neoclassica" in L.L. Pasinetti (ed) Aspetti controversi della teoria del valore, Bologna: il Mulino, pp. 13–34.
- Garegnani P. (1989b) "Some Notes on Capital, Expectations and the Analysis of Change", in G.R. Feiwel (ed), Joan Robinson and Modern Economic Theory, London: Macmillan.
- Garegnani P. (1989c)"On Sraffa's Contribution to Economic Theory"[collegamento interrotto], in G.R. Feiwel (ed), Joan Robinson and Modern Economic Theory, London: Macmillan.
- Garegnani P. (1989d) Kapital, Einkommensverteilung und effektive Nachfrage Beiträge zur Renaissance des klassischen Ansatzes in der Politischen Ökonomie, Hrsg. und eingel. von Heinz D. Kurz unter Mitarbeit von Christof Rühl. Übersetzt von H.D. Kurz und Ch. Rühl, Marburg: Metropolis.
- Garegnani P. (1990a) "Quantity of Capital", in J. Eatwell, M. Milgate and P. Newman (eds), Capital Theory, London: Macmillan.
- Garegnani P. (1990b) "Sraffa: Classical versus Marginalist Analysis" and Reply to discussants, in K. Bharadwaj and B. Schefold (eds) Essays on Piero Sraffa, London: Unwin Hyman.
- Garegnani P. (1990c) "Comment" on A. Asimakopulos's "Keynes and Sraffa: Visions and Perspectives", in K. Bharadwaj and B. Schefold (eds) Essays on Piero Sraffa, London: Unwin Hyman.
- Garegnani P. (1990d) "Comment" on P.A. Samuelson's "Revisionist Findings on Sraffa", in K. Bharadwaj and B. Schefold (eds) Essays on Piero Sraffa, London: Unwin Hyman.
- Garegnani P. (1990e) "On a Supposed Obstacle to the Gravitation of Market Prices Towards Natural Prices", Political Economy, 6, pp. 329–59.
- Garegnani P. (1991) "The Labour Theory of Value: 'Detour' or Technical Advance", in G. Caravale (ed) Marx and Modern Economic Analysis, Vol.1, Aldershot: Edward Elgar.
- Garegnani P. (1992) "Some Notes for an Analysis of Accumulation", in J. Halevi, D. Laibman and E.J. Nell (eds) Beyond the Steady State. A Revival of Growth Theory, London: Macmillan.
- Garegnani P. (1994a) "Commento" a Tosato, in G. Caravale (ed) Equilibrio e teoria economica, Bologna: Il Mulino.
- Garegnani P. (1994b) "Su alcuni presunti ostacoli alla tendenza dei prezzi 'di mercato' verso i 'prezzi normali'", in G. Caravale (ed) Equilibrio e teoria economica, Bologna: Il Mulino.
- Garegnani P. (1996) "The Long Period Analysis of Aggregate Demand in a 1936 Article by J. Robinson", in M.C. Marcuzzo, L.L. Pasinetti and A. Roncaglia (eds) The Economics of J. Robinson, London: Routledge.
- Garegnani P. (1997a) "Equilibrium in the classical conception and some supposed obstacles to the tendency of market prices toward natural prices" in G. Caravale (ed.) Equilibrium and Economic Theory, London: Routledge.
- Garegnani P. (1997b) "Comment [on Tosato, 1997]", in Caravale G. (ed.) Equilibrium and Economic Theory, London: Routledge.
- Garegnani P. and A. Palumbo (1997c) Accumulation of Capital, Università degli Studi Roma Tre, Dipartimento di Economia, Working Paper n.2.
- Garegnani P. (1998) "Sui manoscritti di Piero Sraffa", Rivista italiana degli economisti, N. 1, pp. 151–156.
- Garegnani P. e A. Palumbo (1998a) "Domanda aggregata e accumulazione di capitale", in M.C. Marcuzzo, A. Roncaglia (eds), Saggi di economia politica Bologna: CLUEB.
- Garegnani P. and A. Palumbo (1998b), "Accumulation of capital", in H.D. Kurz and N. Salvadori (eds), The Elgar Companion to Classical Economics, Cheltenham, UK and Lyme, USA: Edward Elgar.
- Garegnani P. (2000) "Savings, investment and capital in a system of general intertemporal equilibrium", in Kurz H.(ed.), Critical Essays on Piero Sraffa's Legacy in Economics, Cambridge University Press.
- Garegnani P. (2002a) "Misunderstanding Classical Economics? A Reply to Blaug"[collegamento interrotto], History of Political Economy 34(1), pp. 241–54.
- Garegnani P. (2002b) "Sraffa's Price Equations: Stationary Economy or Normal Positions?", in S. Bohm, C. Gehrke, H.D. Kurz, R. Sturn (eds), Is there Progress in Economics? Knowledge, Truth and the History of Economic Thought, Northampton: Edward Elgar.
- Garegnani P. (2003) "Savings, Investment and Capital in a System of General Intertemporal Equilibrium" in F. Petri e F. Hahn (eds.) General Equilibrium: Problems and Prospects, Routledge.
- Garegnani P. (2004a) Professor Blaug on understanding classical economics, Rome: Aracne.
- Garegnani P. (2004b) "La svolta dei tardi anni venti nell'interpretazione degli economisti classici in Sraffa", in Piero Sraffa, Atti dei Convegni Lincei, Vol. 200, Accademia Nazionale dei Lincei,  Rome.
- Cavalieri T., Garegnani P. and M. Lucii (2004) "Anatomia di una sconfitta", La Rivista del Manifesto, N.48.
- Foley D.K., Garegnani P., Pivetti M. and F. Vianello (2004) Classical theory and policy analysis. A Round-Table, Rome: Aracne.
- Garegnani P. (2005a) "Capital and Intertemporal Equilibria: A Reply to Mandler", Metroeconomica, 56(4), pp. 411–37.
- Garegnani P. (2005b) "Further on Capital and Intertemporal Equilibria: A Rejoinder to Mandler", Metroeconomica, 56(4), pp. 495–502.
- Garegnani P., Trezzini A. (2005c) Cycles and Growth: A Note on Development in a Market Economy Archiviato il 19 gennaio 2012 in Internet Archive., Rome: Aracne.
- Garegnani P. (2005d) "On a turning point in Sraffa's theoretical and interpretative position in the late 1920s" Archiviato il 28 settembre 2007 in Internet Archive., Journal of History of Economic Thought 12(3), pp. 453–92.
- Garegnani P. (2007a) "Sulla valutazione della ricerca economica", Rivista italiana degli economisti, n.2, pp. 177–190.
- Garegnani P. (2007b)"Professor Samuelson on Sraffa and the classical economists", European Journal of the History of Economic Thought, 14(2), pp. 181–242.
- Garegnani P. (2007c) "Samuelson's misses: A rejoinder", European Journal of the History of Economic Thought, 14(3), pp. 573–85.
- Garegnani P. (2007d) "Professor Foley and Classical Policy Analysis"[collegamento interrotto], Review of Political Economy, 19(2), pp. 221–42.
- Garegnani P. (2008a) "Capital in the Neoclassical Theory. Some Notes", mimeo
- Garegnani P. (2008b) "On Walras's Theory of Capital (Provisional Draft 1962)", Journal of the History of Economic Thought, 30(3), September.
- Garegnani P. (2009) On some missing equations in contemporary treatments of intertemporal general equilibrium, Rome: Aracne Abstract Archiviato il 4 marzo 2016 in Internet Archive..
- Garegnani P. and A. Trezzini (2010) "Cycles and Growth: A Source of Demand-Driven Endogenous Growth", Review of Political Economy, 22(1), pp. 119–25.
- Garegnani P. (2010a) "On the Present State of the Capital Controversy", Sraffa's Production of Commodities by Means of Commodities, 1960-2010: Critique and Reconstruction of Economic Theory, Roma 2-4 dicembre 2010 (unpublished), Abstract Archiviato il 18 gennaio 2012 in Internet Archive..
- Garegnani P. (2010b) "Capital in the neoclassical theory: Some notes" and "A reply to professor Bliss's comment", in A. Birolo, D.K. Foley, H.D. Kurz, B. Schefold and I. Steedman (eds), Production, distribution and trade: Alternative perspectives. Essays in honour of Sergio Parrinello, London, Routledge.
- Garegnani P. (2011a) "Capital in Neoclassical Theory. Some Notes", Nómadas. Revista Crítica de Ciencias Sociales y Jurídicas, MA/2011.1.
- Garegnani P. (2011b) "On Blaug Ten Years Later", History of Political Economy, 43(3): 591-605.
- Garegnani P. (2011c) '"Neoricardian Theory" versus Marxian Theory? A Note', in N. Salvadori, C. Gehrke, I. Steedman and R. Sturn (eds), Classical Political Economy and Modern Theory. Essays in honour of Heinz Kurz, London, Routledge.

## Studi su Pierangelo Garegnani
- De Vivo G. (2012) "Pierangelo Garegnani. A Checklist of His Works", Contributions to Political Economy (2012) 31 (1): 23-28.
- Mongiovi G. (1998) "Pierangelo Garegnani", in F. Meacci (ed.) Italian Economists of the Twentieth Century, Aldershot, UK: Edward Elgar Publishing, pp. 253–271.
- Mongiovi G. (1999) "Introduction", in Mongiovi G. and F. Petri (eds) Value, Distribution and Capital. Essays in honour of Pierangelo Garegnani, London and New York: Routledge, pp. 1–16.
- Petri F. (1992) "Pierangelo Garegnani" in P.Arestis and M.Sawyer (eds.), A Biographical Dictionary of Dissenting Economists, Edward Elgar Publishing, 2nd ed.
- Roncaglia A. (1999), Sraffa. La biografia, l'opera, le scuole, Bari: Laterza, pp. 93–8.